# 石膏ボーイズ
『石膏ボーイズ』（せっこうボーイズ）はKADOKAWA、ザリガニワークス、ホルベイン画材の3社共同プロデュースによる日本のバーチャルアイドルグループ、また彼らを題材とした日本の短編テレビアニメ作品。略称は『石ボ（いしボ）』。

## 概要
2015年2月、「美術の授業でデッサンの題材などに使われる石膏の胸像がアイドルグループを結成した」という設定でプロジェクトが発足。同年4月よりグッズの発売を開始。同年7月からはKADOKAWAの文芸誌『ダ・ヴィンチ』のウェブサイト「ダ・ヴィンチニュース」にて活動日誌が連載されている。
2015年9月に短編テレビアニメ化が発表され、2016年1月より3月まで『ULTRA SUPER ANIME TIME』枠内で放送された。

## キャラクター

### メイン
石本美希（いしもと みき）
声 - 古城門志帆
本作の主人公。石膏ボーイズ（以下「ボーイズ」）のマネージャー。22歳。福岡県柳川市出身。練馬美術大学に通っていたが散々デッサンをやった為に石膏像が嫌いになり「美術以外の道に進みたい」と芸能プロに入社するが、ボーイズの担当になってしまう。作中唯一のツッコミキャラ・常識人。怒ると非常にこわい。
花屋敷ミラ（はなやしき ミラ）
声 - 牧野由依
本作のもう一人の主人公。人気アイドル。ボーイズの大ファンでもあり、グッズも購入済み。
聖ジョルジョ
声 - 杉田智和
グループのリーダーで、正義感溢れる軍人。ただし行動が少々強引気味。
メディチ
声 - 立花慎之介
メディチ家の三男坊のセレブリティ。甘えん坊でちょっとマニアックな性格。
ヘルメス
声 - 福山潤
いろんな業界に顔が利くマルチタレントの神。人あたりがいい。
マルス
声 - 小野大輔
やんちゃだが愛に一途で、何事にも愚直な神。

### 石膏ボーイズとミラの関係者
堀部半蔵（ほりべ はんぞう）
声 - 黒田崇矢
東京・上野に所在する、ホルベイン芸能の社長。58歳。なお同社のロゴマークはホルベイン画材と同じものを使用している。
山下絹枝（やました きぬえ）
声 - 前田玲奈
ミラのマネージャー。
柳沢宏典（やなぎさわ ひろのり）
声 - 櫻井孝宏
美希の先輩のマネージャー。38歳。ボーイズの前担当でもあり、ぎっくり腰が持病になってしまっている。

### その他
風呂柳節子（ふろやなぎ せつこ）
声 - 小林ゆう
トーク番組「節子のヤーヘー」のメインMC。芸能界の大御所で、芸人殺しとしても有名。
アテナ
声 - 木村亜希子
マルスの姉。実家に住んでおり、コテコテの関西弁で喋る。「節子のヤーへー」で大失態を犯した弟に呆れており、「お父ちゃんも呆れとったわ」と言っていた。
モリエール
声 - 子安武人
伝説の石膏像アイドルユニット「ダンディ2メン」の一人。喜劇王。
ブルータス
声 - 藤原啓治
「ダンディ2メン」のもう一人。信念の男。
トモリ
声 - 木村昴
ミュージックスタジオ（Mスタ）のメイン司会者。愛称トモさん。
鹿井亜奈（しかい あな）
声 - 田澤茉純
Mスタのサブ司会者の局アナウンサー。
三田島次郎（みたじま じろう）
声 - 木村昴
Mスタ出演の演歌の大御所。第2話にも登場している。
三十三間走り隊（さんじゅうさんげんはしりたい）
声 - 小林ゆう
Mスタ出演の京都発の千手観音アイドルユニット。かなりの大人数である。
天羽真砂子（あもう まさこ）
声 - くじら
芸能界でスキャンダルをもみ消せるほどの影響力を持つ芸能界の女ボス。ジョルジョを誘惑する。
石本徳三、石本春子（いしもと とくぞう、いしもと はるこ）
声 - 中博史（徳三）、木村亜希子（春子）
美希の両親。
アグリッパ
声 - 木村昴
美希が実家に置いてあった石膏でヘルメスの相棒。本人は知らなかったが実はしゃべる。
DJサプライズ
声 -  宮下栄治
美希の美大の先輩。
満寿田ムーブマン（ますだ ムーブマン）
声 - 谷山紀章
オランダ生まれの日本育ちのDJ。
Abcii（アブチー）
声 - 谷山紀章
世界的人気音楽プロデューサー。
玄場理保子（げんば りほこ）
声 - 田澤茉純
MIXのアナウンサー。

## テレビアニメ
2016年1月より3月までTOKYO MX、BS11の『ULTRA SUPER ANIME TIME』3rd SEASON枠内にて放送された。またAT-Xでは単独番組として放送。1話約8分。作中には、実在するテレビ番組や芸能人のパロディが随所に見られる。

### スタッフ
- 監督 - 宅野誠起
- 助監督 - 臼井文明
- シリーズ構成 - 横手美智子
- キャラクターデザイン・総作画監督 - 伊藤依織子
- プロップデザイン - 大河広行
- 美術デザイン - 泉寛
- 美術監督 - 徳田俊之
- 色彩設計 - 池田ひとみ
- 撮影監督 - 林翔子
- CGディレクター - 五来聖文
- 編集 - 廣瀬清志
- 音響監督 - 鶴岡陽太
- 音楽 - 満寿田ムーブマン
- 音楽制作 - KADOKAWA
- 音楽プロデューサー - 寿福知之
- プロデューサー - 田中信作、野尻浩二、加瀬直人、里見哲朗、渡辺英晶
- 統括プロデューサー - 成田耕祐
- アニメーションプロデューサー - 柴宏和
- アニメーション制作 - ライデンフィルム
- 製作 - 石膏ボーイズ製作委員会（ホルベイン画材、KADOKAWA、ウルトラスーパーピクチャーズ）

### 主題歌
「星空ランデブー」
作詞 - ボンジュール鈴木 / 作曲・編曲 - 満寿田ムーブマン / 歌 - 石膏ボーイズ（杉田智和、立花慎之介、福山潤、小野大輔）

### 各話リスト
サブタイトルは絵画のタイトルからとられている。
| 話数 | サブタイトル                                                 | 脚本       | 絵コンテ | 演出       | 作画監督          |
| ---- | ------------------------------------------------------------ | ---------- | -------- | ---------- | ----------------- |
| #01  | 私の芸術的人生の7年間 を要約する現実的寓意                   | 横手美智子 | 宅野誠起 | 宅野誠起   | 伊藤依織子        |
| #02  | 我々はどこから来たのか、 我々は何者か、 我々はどこへ行くのか | 横手美智子 | 宅野誠起 | 小平麻紀   | 寺尾憲治          |
| #03  | ヌムール公ジュリアーノ・デ・メディチ                         | 横手美智子 | 江崎慎平 | 江崎慎平   | 冨谷美香          |
| #04  | 竜を退治する聖ゲオルギウス                                   | 横手美智子 | 臼井文明 | 臼井文明   | 松岡謙治          |
| #05  | マルスから平和を守るミネルヴァ                               | 横手美智子 | 山下英美 | 山下英美   | 増田俊介          |
| #06  | プリマヴェーラ                                               | 横手美智子 | 井出安軌 | 石郷岡範和 | 西脇拓己          |
| #07  | 内乱の予感                                                   | 池田臨太郎 | 江崎慎平 | 小平麻紀   | 冨谷美香          |
| #08  | 音楽と分別の寓意                                             | 池田臨太郎 | 山元隼一 | 石郷岡範和 | 松岡謙治          |
| #09  | ウルカヌスの鍛冶場                                           | 横手美智子 | 山下英美 | 山下英美   | 竹本佳子 冨谷美香 |
| #10  | 泣く女                                                       | 池田臨太郎 | 臼井文明 | 臼井文明   | 増田俊介          |
| #11  | 放蕩息子の帰宅                                               | 池田臨太郎 | 宅野誠起 | 宅野誠起   | 西脇拓己 林志保   |
| #12  | 最後の審判                                                   | 横手美智子 | 宅野誠起 | 宅野誠起   | 松岡謙治 冨谷美香 |

### 放送局
| 放送期間                | 放送時間                      | 放送局   | 対象地域 | 備考                                                   |
| ----------------------- | ----------------------------- | -------- | -------- | ------------------------------------------------------ |
| 2016年1月8日 - 3月25日  | 金曜 23:00 - 23:30            | TOKYO MX | 東京都   | 『ULTRA SUPER ANIME TIME』枠内（2枠目）                |
| 2016年1月11日 - 3月28日 | 月曜 1:00 - 1:30（日曜深夜）  | BS11     | 日本全域 | 『ANIME+』枠 / 『ULTRA SUPER ANIME TIME』枠内（2枠目） |
| 2016年1月23日 - 4月9日  | 土曜 0:30 - 0:40 （金曜深夜） | AT-X     | 日本全域 | リピート放送あり                                       |

| 配信期間        | 配信時間                     | 配信サイト         | 備考                                                             |
| --------------- | ---------------------------- | ------------------ | ---------------------------------------------------------------- |
| 2016年1月12日 - | 火曜 0:00 - 0:30（月曜深夜） | ニコニコ生放送     | 『ULTRA SUPER ANIME TIME』枠内（2枠目） タイムシフト不可         |
| 2016年1月25日   | 月曜 0:00 更新（日曜深夜）   | GYAO!              | 第1話無料、第2話以降1週間無料                                    |
| 2016年1月25日 - | 月曜 12:00 更新              | バンダイチャンネル | 『ULTRA SUPER ANIME TIME』枠内（2枠目） 第1話無料、第2話以降有料 |
|                 |                              | バンダイチャンネル | 第1話無料、第2話以降有料                                         |
|                 | 月曜 23:30 更新              | ニコニコチャンネル | 第1話無料、第2話以降1週間無料                                    |

### ツイキャス情報番組
セッコウナンデス!
2016年1月6日より毎週水曜 18:00より約30分間、TwitCastingにて配信される情報番組。出演は成田耕祐（KADOKAWA 統括プロデューサー）ほか。なお1月27日配信分は「石本美希生誕祭」と称し、20:00から約1時間30分に渡ってスペシャル版を配信した。

### スピンオフ実写ドラマ
石膏アフタートーク 〜事件は会議室でも起きていない〜
2016年1月9日より毎週土曜 0:00（金曜深夜、TOKYO MXにおけるアニメ放送後）にYouTubeのKADOKAWAアニメ公式チャンネルにて配信される約1分半の実写ドラマ。アニメの内容を振り返る、というもの。配信開始後、約2週間公開される。
スタッフ
- 監督 - 山崎賢
- 脚本 - 池田臨太郎
- 撮影 - 伊藤弘典

各話リスト
| 話数     | サブタイトル                       |
| -------- | ---------------------------------- |
| 一体目   | 石本美希って正直どうよ？           |
| 二体目   | そこ、どうにかした方がいいよ       |
| 三体目   | 正直、凶器になるってどういう気分？ |
| 四体目   | てか、本当にドラゴン倒したの？     |
| 五体目   | やっぱり、ズルいよね               |
| 六体目   | そういえば、この前売ったあの兜……   |
| 七体目   | そもそも、俺たちに足りないのは……   |
| 八体目   | はい、反省会！                     |
| 九体目   | 何か、最近ジョルジョ変わったよね   |
| 十体目   | うわ、やっちまったー               |
| 十一体目 | え、メディチがいない？             |
| 十二体目 | いや〜、お疲れ様〜                 |

### ドラマCD
石膏ボーイズ ドラマCD&トランプ 〜君のハートにロイヤルストレートフラッシュ〜
2016年3月発売。
収録話
- 1体目『僕たちカチカチビンビン族』
- 2体目『闇鍋しようぜ』
- 3体目『劇場版「石膏ボーイズ〜異世界転生してみたら石膏になっちゃった〜」（仮）』
- 4体目『みんなでトランプをやってみた』
- 5体目『ガールズトーク 〜どんな男性がタイプ？〜』
- 〜特別収録〜 キャストアフタートーク集

## 漫画
『石膏ボーイズ 〜神々と英雄のアイドルグループ〜』のタイトルで、ウェブコミック配信サイト『ComicWalker』にて2016年1月12日より連載中。作画はなない多花南が担当する。単行本が2016年2月19日にKADOKAWA メディアファクトリーより発売。